# Томина Балка
То́мина Ба́лка — село в Україні, у Білозерській селищній громаді Херсонського району Херсонської області. Населення становить 1145 осіб. Селом тече річка Солонець.

## Історичні відомості
Село виникло з хуторів Томиної балки (Томилиної Балки), в які входили хутори Артеменкова, Брюхна, Ганусенка, Крамаренка, Міхури, Потанера, Чепельського. Засноване у 1840 році.
12 червня 2020 року, відповідно до Розпорядження Кабінету Міністрів України № 726-р «Про визначення адміністративних центрів та затвердження територій територіальних громад Херсонської області», увійшло до складу Білозерської селищної громади.
19 липня 2020 року, в результаті адміністративно-територіальної реформи та ліквідації Білозерського району, село увійшло до складу Херсонського району.
24 лютого 2022 року селище тимчасово окуповане російськими військами під час російсько-української війни.
11 листопада 2022 року визволене в ході контрнаступу Збройних сил України в Херсонській області.

## Населення
Згідно з переписом УРСР 1989 року чисельність наявного населення села становила 1116 осіб, з яких 538 чоловіків та 578 жінок.
За переписом населення України 2001 року в селі мешкало 1145 осіб.

### Мова
Розподіл населення за рідною мовою за даними перепису 2001 року:
| Мова            | Кількість | Відсоток |
| --------------- | --------- | -------- |
| українська      | 1028      | 89.78%   |
| російська       | 111       | 9.69%    |
| білоруська      | 4         | 0.35%    |
| інші/не вказали | 2         | 0.18%    |
| Усього          | 1145      | 100%     |

## Відомі люди
- Гордєєв Андрій Анатолійович (нар. 13 червня 1983) — український політик.

## Храми
Церква Святих Петра і Павла УПЦ КП.